# Dodonaea humifusa
Dodonaea humifusa är en kinesträdsväxtart som beskrevs av Friedrich Anton Wilhelm Miquel. Dodonaea humifusa ingår i släktet Dodonaea och familjen kinesträdsväxter. Inga underarter finns listade i Catalogue of Life.